# Коморники (Крапковицький повіт)
Коморники (пол. Komorniki) — село в Польщі, у гміні Стшелечки Крапковицького повіту Опольського воєводства.
Населення — 504 особи (2011).

## Демографія
Демографічна структура станом на 31 березня 2011 року:
|          | Загалом | Допрацездатний вік | Працездатний вік | Постпрацездатний вік |
| -------- | ------- | ------------------ | ---------------- | -------------------- |
| Чоловіки | 238     | 39                 | 159              | 40                   |
| Жінки    | 266     | 46                 | 155              | 65                   |
| Разом    | 504     | 85                 | 314              | 105                  |